# Владимир третьей степени
«Влади́мир тре́тьей сте́пени» — комедия Николая Васильевича Гоголя. Первый из известных опытов Гоголя в драматургии. Писалась в 1832—1834 годах. Комедия «Владимир третьей степени» была задумана как картина «разных слоёв и сфер русского общества», с главным героем петербургским чиновником-честолюбцем.
В дальнейшем Гоголь был недоволен пьесой. От этого произведения сохранились лишь несколько отрывков. Отрывки комедии в 1839—1840 годах были переделаны Гоголем в отдельные небольшие пьесы: «Утро делового человека», «Тяжба», «Лакейская» и «Сцены из светской жизни» («Отрывок»). Впервые отрывки «Владимира третьей степени» были опубликованы в 1889 году во втором томе десятого издания Сочинений Гоголя.

## Сюжет
Из трёх набросков «Владимира третьей степени» и пьес, и сцен, выделенных Гоголем в отдельные пьесы, можно приблизительно составить сюжет и главных действующих лиц комедии.

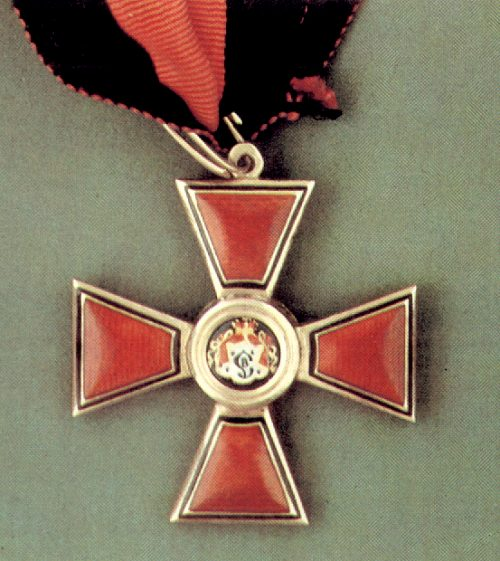
Орден Святого Владимира 3-й степени

Главными героями комедии являются два крупных петербургских чиновника: Иван Петрович Барсуков (в «Тяжбе» — Павел Петрович Бурдюков) и Александр Иванович (в «Тяжбе» Пролётов). Основной пружиной действия комедии по-видимому является вражда этих чиновников, зависть Александра Ивановича к преуспеванию Ивана Петровича. Иван Петрович признаётся Александру Ивановичу, что хотел бы получить орден за свою службу, и Александр Иванович на словах обещает способствовать этому, однако в действительности вынашивает план помешать награждению Барсукова («Утро делового человека»).
На помощь недоброжелательным замыслам Александра Ивановича против Ивана Петровича приходит брат последнего, Хрисанфий Петрович Барсуков (в «Тяжбе» Христофор Петрович Бурдюков). Он затевает тяжбу с братом и поручает её Александру Ивановичу. Мария Петровна Повалищева, урождённая Барсукова (или Бурдюкова; Марии Александровна в «Сценах из светской жизни») является родной сестрой братьев. Её жизнь сосредоточена главным образом на светских мнениях и сплетнях. В первом отрывке «Владимира третьей степени» она осуществляет навязанную сыну её Мише женитьбу на княжне Шлепохвостовой, о которой идёт речь в «Сценах из светской жизни». Миша Повалищев — слабовольный молодой человек, не чуждый добрых порывов и мыслей. Мария Петровна обвиняет сына в масонстве и чтении стихов Рылеева («Сценах из светской жизни» вместо этого — обвинение в либерализме). Сцена в лакейской по первоначальному замыслу происходит в доме Ивана Петровича. В отрывке «Лакейская» Гоголь перенёс сцену в дом некоего барина Фёдора Фёдоровича.
Ещё одной трактовкой сюжета комедии являются слова, сказанные Михаилом Щепкиным, в изложении Владимира Родиславского: «В конце пьесы герой сходил с ума и воображал, что он сам и есть Владимир 3-й степени. С особенною похвалою Михаил Щепкин отзывался о сцене, в которой герой пьесы, сидя перед зеркалом, мечтает о Владимире 3-й степени и воображает, что этот крест уже на нём».

## Постановка
Пьеса неоднократно ставилась столичными и провинциальными театрами, в том числе студенческими.
24 ноября 2013 года состоялась премьера эксцентричной инсценировки (18+) пьесы «Лакейская» режиссёра Григория Добрыгина на сцене Московского академического театра им. Вл. Маяковского (Мастерская Олега Кудряшова). Действие пьесы Гоголя разворачивается в шкафу, ставшем обиталищем современных лакеев, и частично перенесено в 2000-е годы, героями спектакля оказываются молодые работники сферы обслуживания: официанты, водители, стюардессы, метрдотели, уборщицы, стриптизёры. Оригинальный гоголевский текст дополняет вербатим: остроактуальные, саркастичные, иногда скабрёзные монологи-признания, раскрывающие психологию, душевное состояние и переживания сегодняшних «лакеев». В спектакле, продолжающемся 1 час 10 мин и демонстрируемом публике «на расстоянии вытянутой руки» в камерном репетиционном зале № 2 Театра Маяковского, заняты артисты: Павел Пархоменко, Юрий Лободенко, Алексей Сергеев, Михаил Походня, Альберт Рудницкий, Валерия Куликова, Алексей Золотовицкий, Екатерина Агеева, Николай Берман. В спектакле звучит музыка П. И. Чайковского и группы Antony and the Johnsons.

## Переработки
Одноимённую пьесу по мотивам комедии Гоголя написал драматург Александр Прейс, в 1930-х годах участвовавший в написании либретто оперы Шостаковича «Леди Макбет Мценского уезда».